# Demonax longithorax
Demonax longithorax är en skalbaggsart som beskrevs av Maurice Pic 1950. Demonax longithorax ingår i släktet Demonax och familjen långhorningar. Inga underarter finns listade i Catalogue of Life.